# Nadav Guedj
Nadav Guedj (født 2. november 1998 i Paris) er en israelsk sanger. Han vandt den 17. februar 2015 talentshowet הכוכב הבא (Den næste stjerne), som samtidig fungerede som forhåndsudvælgelse til Eurovision Song Contest 2015 i Wien. Den 26. februar meddelte tv-stationen IBA, at Guedj skal fremføre sangen "Golden Boy", som er skrevet af Doron Medali.